# EAF2
EAF2 (англ. ELL associated factor 2) – білок, який кодується однойменним геном, розташованим у людей на короткому плечі 3-ї хромосоми.  Довжина поліпептидного ланцюга білка становить 260 амінокислот, а молекулярна маса — 28 792.
| 10         |  | 20         |  | 30         |  | 40         |  | 50         |
| ---------- |  | ---------- |  | ---------- |  | ---------- |  | ---------- |
| MNSAAGFSHL |  | DRRERVLKLG |  | ESFEKQPRCA |  | FHTVRYDFKP |  | ASIDTSSEGY |
| LEVGEGEQVT |  | ITLPNIEGST |  | PPVTVFKGSK |  | KPYLKECILI |  | INHDTGECRL |
| EKLSSNITVK |  | KTRVEGSSKI |  | QYRKEQQQQQ |  | MWNSARTPNL |  | VKHSPSEDKM |
| SPASPIDDIE |  | RELKAEASLM |  | DQMSSCDSSS |  | DSKSSSSSSS |  | EDSSSDSEDE |
| DCKSSTSDTG |  | NCVSGHPTMT |  | QYRIPDIDAS |  | HNRFRDNSGL |  | LMNTLRNDLQ |
| LSESGSDSDD |  |            |  |            |  |            |  |            |

A: Аланін

C: Цистеїн

D: Аспарагінова кислота

E: Глутамінова кислота

F: Фенілаланін

G: Гліцин

H: Гістидин

I: Ізолейцин

K: Лізин

L: Лейцин

M: Метіонін

N: Аспарагін

P: Пролін

Q: Глутамін

R: Аргінін

S: Серин

T: Треонін

V: Валін

W: Триптофан

Кодований геном білок за функціями належить до активаторів, фосфопротеїнів. 
Задіяний у таких біологічних процесах як апоптоз, транскрипція, регуляція транскрипції, альтернативний сплайсинг. 
Локалізований у ядрі.